# Yeşilkent, Çubuk
Yeşilkent là một xã thuộc huyện Çubuk, tỉnh Ankara, Thổ Nhĩ Kỳ. Dân số thời điểm năm 2011 là 128 người.